# Mover Participações
Mover Participações (tidligere Camargo Corrêa) er et brasiliansk privatejet konglomerat, der driver virksomhed i 20 lande med 61.000 ansatte. Virksomheden blev etableret af Sebastião Camargo i 1939 i byen Jaú, Sao Paulo. Camargo's enke Dirce Camargo var majoritetsejer indtil hendes død i 2013. De har virksomhed indenfor byggematerialer, metaller, fast ejendom, byggeri, energi og transport.